# El desterrado
El desterrado (The Outcast en inglés) es la primera novela de la trilogía La tribu de Uno, escrita por Simon Hawke. Pertenece a la colección de libros Sol Oscuro. Su primera edición en España fue en 1996, aunque en el año 2000 se volvió a publicar toda la trilogía en un solo volumen.

## Argumento
Una anciana pyreen (la raza más antigua), llamada Lyra Al'Kali, encuentra a un bebe elfling (mitad elfo, mitad halfling), abandonado en el desierto junto con un cachorro de tigone (una felino de gran tamaño). Lo lleva para que lo cuiden en un convento en el que solo se crían villichis (jóvenes chicas con grandes poderes paranormales). Al principio cuesta que lo acepten, pues solo se admitían chicas, pero al final el mestizo es aceptado.
El mestizo crece bajo el nombre de Sorak y el tigone bajo el nombre de Tigra. Sorak aprende a manejar la espada y descubre que él es una tribu de Uno (en su mente conviven varias personalidades, como varias personas distintas, cada una hábil en un tema). Después decide que debe marcharse del convento y Varanna, la sacerdotisa superior del convento, le entrega una espada, Galdra.
Sorak parte abandonando a una sacerdotisa amiga suyo llamada Ryana, que estaba enamorada de él (pero él no puede enamorarse de ella, ya que la mayoría de las entidades femeninas que residen en su cuerpo no lo aprueban). Sorak habla con la pyreen que le encontró y esta le dice que solo el Sabio le puede ayudar a descubrir su pasado. El Sabio era un poderoso mago que se estaba metamorfoseando a escondidas para transformarse en un avangelion (una especie de dragón capaz de vencer a los reyes-hechiceros que están destruyendo el mundo). La pyreen le dice que igual consigue información para encontrarle de La Alianza del Velo, una organización "criminal"  que lucha contra los templarios y sus líderes, los reyes-hechiceros.
Sorak encuentra poco después a unos bandidos contratados por el rey de la ciudad de Nibenay. El rey de esta ciudad les ha pagado para que ataque una caravana de la ciudad de Tyr. Tyr estaba actualmente sin rey y el de Nibenay ansiaba controlarla. Sorak mata a todos los bandidos menos a uno, Digon, al que le pide que vaya a Tyr e intente concectar con la Alianza del Velo. Sorak va a Tyr y cuenta todo el plan de Nibenay a los miembros del consejo actuales que gobiernan la ciudad. Entre ellos están Sadira y Rikus, que quieren eliminar la monarquía por parte de los templarios, y Timor, el templario al que le correspondía ser rey, pero al que no le conceden el título al no estar aclarada la muerte del último rey.
Tras contárselo al consejo Sorak se va a una casa de juegos donde demuestra que sabe hacer trampas y la propia dueña del local, una semielfa llamada Krysta, le pide que trabaje en su local para descubrir a los tramposos. Krysta le dice que hay una leyenda según la cual el furuto rey empuñará a Galdra, pero Sorak le dice que él no es rey ni lo será.
Sorak consigue conectar con la Alianza del Velo gracias a Krysta y es atacado por más bandidos de la banda a la que pertenecía Digon. El sumo templario Timor maneja ahora a esa banda, que al estar totalmente acorralada por culpa de la información que Sorak dio al consejo, se ha visto obligada a obedecer al sumo templario. Timor piensa que Sadira y Rikus planean acabar con él y que Sorak tiene algo que ver en el asunto. Sorak mata a los atacantes, pero Timor usa magia prohibida para atacar al mestizo con decenas de muertos vivientes que arrasan con parte de la ciudad. Sorak vence gracias a la ayuda de Krysta, Ryanna (la cual le había seguido la pista desde el convento porque quiere viajar con él) y la Alianza del Velo vence, pero Tigra muere al ser alcanzado por una flecha disparada por Rokan, el jefe de los bandidos y único superviviente de la banda, que lo perdió todo cuando Timor los manipuló, por culpa de Sorak. Rokan muere.
El consejo acusa a Timor del ataque de los muertos vivientes, pero este consigue escapar de ellos por un pasadizo secreto. Al salir del pasadizo Sorak y la Alianza del Velo le esperan. Sorak lee la mente del templario, pues quería averiguar las razones por las que este quería que el mestizo muriera (creía que estaba aliado con Sadira y Rikus). Tras esto, entristecido por la muerte de Tigra, parte con Ryanna en busca del Sabio mientras los miembros de la Alianza del Velo matan a Timor.